# Charles Gauthier (né en 1751)
Pour les articles homonymes, voir Charles Gauthier et Gauthier.
Charles Gauthier est un homme politique français né le 6 janvier 1751 et mort à une date inconnue.

## Biographie
Commissaire près l'administration centrale de la Côte-d'Or, il est élu député de ce département au Conseil des Anciens le 25 germinal an VII. Il siège au Corps législatif de 1800 à 1804, puis termine sa carrière comme directeur des droits réunis en Saône-et-Loire.